# Benvinguts a Vil·la Capri
Benvinguts a Vil·la Capri (originalment en anglès, Just Getting Started) és una pel·lícula de comèdia d'acció estatunidenca del 2017 dirigida i escrita per Ron Shelton, el seu primer llargmetratge des de Hollywood: Departament d'homicidis (2003). La pel·lícula és protagonitzada per Morgan Freeman, Tommy Lee Jones, Rene Russo, Elizabeth Ashley i Glenne Headly. La trama segueix un exagent de l'FBI que ha de deixar de banda el seu conflicte personal amb un antic advocat de la màfia en una residència de jubilats quan la màfia ve a matar la parella. Es va publicar als Estats Units el 8 de desembre de 2017 de la mà de Broad Green Pictures, va ser criticat per la premsa i va ser un fracàs de taquilla, ja que només va recaptar 7 milions de dòlars per un pressupost de 22 milions de dòlars. S'ha doblat al català; TV3 va estrenar la versió en català occidental l'1 de gener de 2021 i À Punt va editar-ne una versió en valencià.

## Repartiment
- Morgan Freeman com a Duke Diver
- Tommy Lee Jones com a Leo McKay
- Rene Russo com a Suzie Quinces
- Glenne Headly com a Margarite
- Sheryl Lee Ralph[5] com a Roberta
- Elizabeth Ashley[5] com a Lily
- Kristen Rakes[6] com a Ginger
- Joe Pantoliano com a Joey
- Graham Beckel[5] com a Burt
- Mel Raido[5] com a Oscar
- George Wallace[5] com a Larry
- Nick Peine[5] com a Jimmy
- Jane Seymour com a Dalila
- Johnny Mathis com a ell mateix

## Producció
El 14 de maig de 2016, es va anunciar que Broad Green Pictures coproduiria la pel·lícula amb Entertainment One, amb la direcció de Ron Shelton, protagonitzada per Morgan Freeman i Tommy Lee Jones. El 9 de juny de 2016, es va anunciar que Rene Russo tindria un paper protagonista al costat de Freeman i Jones. El rodatge va començar a Nou Mèxic el 15 d'agost de 2016.